# Ponte da Barca
Ponte da Barca é uma vila raiana portuguesa, localizado na sub-região do Alto Minho, pertencendo à região do Norte e ao distrito de Viana do Castelo.
É sede do município de Ponte da Barca, tendo uma área total de 182,11 km2, 11 044 habitantes em 2021 e uma densidade populacional de 60 hab./km2, subdividido em 17 freguesias. O município é limitado a norte pelo município de Arcos de Valdevez, a leste pela região espanhola da Galiza, a sul por Terras de Bouro e Vila Verde e a oeste por Ponte de Lima.

## História
O concelho recebeu foral de D. Teresa em 1125, no ensejo de uma política estratégica de independência face à monarquia galega, por molde a manifestar um certo desejo de autonomia do condado portucalense. Já depois da fundação da nacionalidade, este foral veio a ser confirmado por D. Afonso II em 1217. Mais tarde, recebe novo foral, de D. Manuel I, em 1513, que fez levantar o actual pelourinho da vila.Ofereceu  também uma cruz processional à igreja Matriz,quando aqui passou em peregrinação para Santiago de Compostela.   
Desta terra é oriunda a mãe de Santo António de Lisboa, Teresa Taveira, nascida na Casa do Paço, freguesia de Lavradas; bem como o navegador Fernão de Magalhães, da nobre família do Paço Vedro (freguesia de Magalhães). Consenso actual do historiador Prof. Paulo de Sousa Pinto, e outros. 
Em 1752, foram erguidas as arcadas do mercado da vila, ainda hoje visíveis e em destaque, à boca do actual Jardim dos Poetas.
De acordo com as «Memórias Paroquiais de 1758», Ponte da Barca contava-se dentre as poucas localidades minhotas, no século XVIII, com posto de correios próprio, integrando a rede pública de correios.
Em 1800, Ponte da Barca tinha jurisdição autónoma, contando com um juiz ordinário próprio, sob a égide da comarca de Viana do Castelo. Com efeito, esta autonomia jurisdicional tinha repercussões inclusive fora dos limites da vila, por exemplo, a vara dos órfãos de Cibões estava adjudicada à competência do juiz de Ponte da Barca. 
A 10 e 11 de maio de 1917, aconteceram no lugar do Barral, freguesia de Vila Chã S. João, as famosas Aparições de Nossa Senhora da Paz ao Pastorinho Severino Alves. Hoje em dia o Santuário de Nossa Senhora da Paz é local de culto e de importantes peregrinações marianas.

## Toponímia
A vila deve o topónimo à antiga barca que fazia a travessia entre as duas margens do rio Lima, para os peregrinos que percorriam caminho de Santiago de Compostela, sendo que a ponte só foi erigida já em meados do século XIV, pelo que só mais tarde, por torno de 1450 é que surge o nome de S. João de Ponte da Barca, mais tarde encurtado apenas para Ponte da Barca.
Historicamente, a localidade de Ponte de Barca também foi designada por outros topónimos. Com efeito, a localidade surge pela primeira vez, já nas inquirições de 1220, com o nome de «Terra da Nóbrega» (também grafada simplesmente como Anóbrega). Se bem que há registos históricos anteriores, de 1050, em que se faz menção de um ponto de passagem da "Barca", que estaria no cruzamento da via dos peregrinos que, vindos de Braga, partiam rumo a Santiago de Compostela ou então que, vindos da Ribeira Lima, partiam em direcção a Ourense, passando pelo caminho de Lindoso.

## Geografia
O ponto mais alto do município situa-se em plena Serra Amarela, no alto da Louriça, a 1 361 m de altitude, na freguesia do Lindoso.

## Evolução da população do município
★ Os Recenseamentos Gerais da população portuguesa tiveram lugar a partir de 1864, regendo-se pelas orientações do Congresso Internacional de Estatística de Bruxelas de 1853. Encontram-se disponíveis para consulta no site do Instituto Nacional de Estatística (INE).
| Número de habitantes | Número de habitantes | Número de habitantes | Número de habitantes | Número de habitantes | Número de habitantes | Número de habitantes | Número de habitantes | Número de habitantes | Número de habitantes | Número de habitantes | Número de habitantes | Número de habitantes | Número de habitantes | Número de habitantes | Número de habitantes |
| -------------------- | -------------------- | -------------------- | -------------------- | -------------------- | -------------------- | -------------------- | -------------------- | -------------------- | -------------------- | -------------------- | -------------------- | -------------------- | -------------------- | -------------------- | -------------------- |
| 1864                 | 1878                 | 1890                 | 1900                 | 1911                 | 1920                 | 1930                 | 1940                 | 1950                 | 1960                 | 1970                 | 1981                 | 1991                 | 2001                 | 2011                 | 2021                 |
| 12 358               | 12 439               | 12 356               | 12 962               | 13 191               | 13 049               | 13 634               | 15 069               | 17 043               | 16 265               | 14 745               | 13 999               | 13 142               | 12 909               | 12 061               | 11 044               |

(Obs.: Número de habitantes "residentes", ou seja, que tinham a residência oficial neste município à data em que os censos  se realizaram.)	
| Número de habitantes por grupo etário | Número de habitantes por grupo etário | Número de habitantes por grupo etário | Número de habitantes por grupo etário | Número de habitantes por grupo etário | Número de habitantes por grupo etário | Número de habitantes por grupo etário | Número de habitantes por grupo etário | Número de habitantes por grupo etário | Número de habitantes por grupo etário | Número de habitantes por grupo etário | Número de habitantes por grupo etário | Número de habitantes por grupo etário | Número de habitantes por grupo etário |
| ------------------------------------- | ------------------------------------- | ------------------------------------- | ------------------------------------- | ------------------------------------- | ------------------------------------- | ------------------------------------- | ------------------------------------- | ------------------------------------- | ------------------------------------- | ------------------------------------- | ------------------------------------- | ------------------------------------- | ------------------------------------- |
|                                       | 1900                                  | 1911                                  | 1920                                  | 1930                                  | 1940                                  | 1950                                  | 1960                                  | 1970                                  | 1981                                  | 1991                                  | 2001                                  | 2011                                  | 2021                                  |
| 0-14 Anos                             | 3 929                                 | 4 108                                 | 3 963                                 | 4 607                                 | 5 214                                 | 5 548                                 | 5 633                                 | 4 955                                 | 4 143                                 | 2 965                                 | 2 104                                 | 1 539                                 | 1 145                                 |
| 15-24 Anos                            | 2 026                                 | 2 259                                 | 2 244                                 | 2 631                                 | 2 323                                 | 2 849                                 | 2 490                                 | 2 335                                 | 2 353                                 | 2 120                                 | 1 859                                 | 1 310                                 | 1 073                                 |
| 25-64 Anos                            | 5 824                                 | 5 658                                 | 5 624                                 | 6 317                                 | 6 281                                 | 6 850                                 | 6 662                                 | 5 905                                 | 5 507                                 | 5 861                                 | 6 267                                 | 6 182                                 | 5 495                                 |
| = ou > 65 Anos                        | 931                                   | 958                                   | 876                                   | 901                                   | 1 110                                 | 1 212                                 | 1 480                                 | 1 550                                 | 1 996                                 | 2 196                                 | 2 679                                 | 3 030                                 | 3 331                                 |

(Obs: De 1900 a 1950 os dados referem-se à população "de facto", ou seja, que estava presente no município à data em que os censos se realizaram. Daí que se registem algumas diferenças relativamente à designada população residente

## Freguesias
O município de Ponte da Barca está dividido em 17 freguesias:
| - Azias - Boivães - Bravães - Britelo - Crasto, Ruivos e Grovelas - Cuide de Vila Verde - Entre Ambos-os-Rios, Ermida e Germil - Lavradas - Lindoso | - Nogueira - Oleiros - Ponte da Barca, Vila Nova de Muía e Paço Vedro de Magalhães - Sampriz - Touvedo (São Lourenço e Salvador) - São Pedro de Vade - São Tomé de Vade - Vila Chã (São João Baptista e Santiago) |

## Política

### Eleições autárquicas[17]
| Data | %       | V       | %      | V      | %     | V     | %              | V            | %              | V  | %              | V   | %              | V   | %  | V  | Participação |                |
| Data | PPD/PSD | PPD/PSD | CDS-PP | CDS-PP | PS    | PS    | FEPU/APU/CDU   | FEPU/APU/CDU | AD             | AD | PRD            | PRD | IND            | IND | CH | CH | Participação |                |
| ---- | ------- | ------- | ------ | ------ | ----- | ----- | -------------- | ------------ | -------------- | -- | -------------- | --- | -------------- | --- | -- | -- | ------------ | -------------- |
| Data | 1976    | 53,49   | 3      | 17,42  | 1     | 16,65 | 1              | 6,41         | -              |    |                |     |                |     |    |    |              | 63,79 / 100,00 |
| 1979 | AD      | AD      | AD     | AD     | 30,59 | 1     | 2,68           | -            | 63,77          | 4  | 77,22 / 100,00 |     |                |     |    |    |              |                |
| 1982 | AD      | AD      | AD     | AD     | 34,02 | 2     | 3,25           | -            | 57,90          | 3  | 71,42 / 100,00 |     |                |     |    |    |              |                |
| 1985 | 49,27   | 4       | 26,48  | 2      | 16,76 | 1     | 1,59           | -            |                |    | 2,81           | -   | 69,10 / 100,00 |     |    |    |              |                |
| 1989 | 41,20   | 3       | 4,99   | -      | 49,76 | 4     | 1,46           | -            |                |    | 71,82 / 100,00 |     |                |     |    |    |              |                |
| 1993 | 54,28   | 4       | 1,15   | -      | 41,81 | 3     | 1,02           | -            | 72,51 / 100,00 |    |                |     |                |     |    |    |              |                |
| 1997 | 47,28   | 4       | 6,50   | -      | 42,68 | 3     | 1,23           | -            | 72,32 / 100,00 |    |                |     |                |     |    |    |              |                |
| 2001 | 48,48   | 4       | 5,32   | -      | 42,43 | 3     | 1,45           | -            | 72,90 / 100,00 |    |                |     |                |     |    |    |              |                |
| 2005 | 43,65   | 3       |        |        | 51,26 | 4     | 1,98           | -            | 70,72 / 100,00 |    |                |     |                |     |    |    |              |                |
| 2009 | 46,09   | 3       | 50,72  | 4      | 1,26  | -     | 66,34 / 100,00 |              |                |    |                |     |                |     |    |    |              |                |
| 2013 | 24,82   | 2       | 53,06  | 4      | 1,53  | -     | 16,62          | 1            | 59,69 / 100,00 |    |                |     |                |     |    |    |              |                |
| 2017 | 54,15   | 4       | 1,28   | -      | 40,14 | 3     | 1,39           | -            |                |    | 61,04 / 100,00 |     |                |     |    |    |              |                |
| 2021 | 46,60   | 4       | 1,25   | -      | 44,75 | 3     | 2,19           | -            | 1,59           | -  | 64,31 / 100,00 |     |                |     |    |    |              |                |

### Eleições legislativas
| Data | %     | %     | %     | %    | %     | %     | %        | %     | %    | %     | %    | %   | %       | % | %  | %  |
| Data | PSD   | CDS   | PS    | PCP  | UDP   | AD    | APU/ CDU | FRS   | PRD  | PSN   | BE   | PAN | PSD CDS | L | CH | IL |
| ---- | ----- | ----- | ----- | ---- | ----- | ----- | -------- | ----- | ---- | ----- | ---- | --- | ------- | - | -- | -- |
| 1976 | 44,85 | 22,70 | 22,50 | 1,61 | 0,31  |       |          |       |      |       |      |     |         |   |    |    |
| 1979 | AD    | AD    | 26,05 | APU  | 0,88  | 59,88 | 3,18     |       |      |       |      |     |         |   |    |    |
| 1980 | AD    | AD    | FRS   | APU  | 0,30  | 66,21 | 4,10     | 22,11 |      |       |      |     |         |   |    |    |
| 1983 | 43,69 | 15,71 | 30,26 | APU  | 0,21  |       | 3,55     |       |      |       |      |     |         |   |    |    |
| 1985 | 45,17 | 16,67 | 20,90 | APU  | 0,98  | 2,87  | 7,80     |       |      |       |      |     |         |   |    |    |
| 1987 | 64,16 | 6,55  | 19,51 | CDU  | 0,35  | 2,09  | 1,84     |       |      |       |      |     |         |   |    |    |
| 1991 | 64,19 | 3,66  | 26,65 | CDU  |       | 1,67  | 0,65     | 0,41  |      |       |      |     |         |   |    |    |
| 1995 | 51,17 | 5,76  | 38,87 | CDU  | 0,14  | 1,69  |          |       |      |       |      |     |         |   |    |    |
| 1999 | 44,51 | 7,47  | 42,73 | CDU  |       | 1,95  | 0,37     | 0,65  |      |       |      |     |         |   |    |    |
| 2002 | 50,59 | 7,34  | 36,50 | CDU  | 1,48  |       | 1,06     |       |      |       |      |     |         |   |    |    |
| 2005 | 39,94 | 7,35  | 45,13 | CDU  | 1,81  | 2,29  |          |       |      |       |      |     |         |   |    |    |
| 2009 | 36,81 | 7,13  | 44,77 | CDU  | 1,76  | 4,96  |          |       |      |       |      |     |         |   |    |    |
| 2011 | 49,98 | 7,58  | 32,83 | CDU  | 2,63  | 2,34  | 0,40     |       |      |       |      |     |         |   |    |    |
| 2015 | CDS   | PSD   | 35,77 | CDU  | 2,38  | 5,16  | 0,43     | 47,95 | 0,29 |       |      |     |         |   |    |    |
| 2019 | 41,82 | 3,73  | 37,97 | CDU  | 2,16  | 5,02  | 1,73     |       | 0,61 | 0,39  | 0,33 |     |         |   |    |    |
| 2022 | 36,94 | 1,96  | 46,24 | CDU  | 1,77  | 2,36  | 0,82     | 0,59  | 4,97 | 1,88  |      |     |         |   |    |    |
| 2024 | AD    | AD    | 31,64 | CDU  | 38,81 | 1,25  | 2,02     | 1,35  | 1,88 | 15,35 | 2,29 |     |         |   |    |    |

## Património
- Santuário de Nossa Senhora da Paz
- Castelo do Lindoso
- Museu de Cristais de Quartzo
- Mosteiro de Bravães
- Igreja de Bravães
- Pelourinho de Ponte da Barca
- Ponte sobre o Lima
- Igreja de Ponte da Barca ou Igreja de São João Baptista

## Santuário de Nossa Senhora da Paz
O Santuário de Nossa Senhora da Paz está localizado no lugar do Barral, freguesia de Vila Chã S. João. Aí, a 10 e 11 de maio de 1917, apareceu Nossa Senhora a um pastor, e transmitiu-lhe uma mensagem semelhante à que seria dada dois dias depois na Cova da Iria. O Santuário consiste numa humilde capela, uma cripta subterrânea (toda forrada a cristal de quartzo, sendo o altar também de um único e gigantesco cristal em bruto), uma grande igreja dedicada ao Imaculado Coração de Maria e um Museu com a maior coleção de cristais de quartzo do país. Neste espaço de Culto e Peregrinações existem ainda quatro estátuas: uma do Coração de Jesus, outra da Pomba da Paz, uma terceira, do Anjo de Portugal, erguendo o Graal, com o Escudo Nacional e uma espada aos pés e ainda, uma quarta, alusiva ao Imaculado Coração de Maria.

## Gastronomia
A gastronomia tradicional de Ponte da Barca incluiu o caldo verde, o caldo de farinha, o bacalhau frito, o chouriço assado, a massa à lavrador e o arroz de feijão, regados pelo distinto vinho verde da região. 

## Figuras ilustres
- Diogo Bernardes (Ponte da Barca, c. 1530 – ? c. 1594), poeta português, que fora incumbido de cronicar os feitos de D. Sebastião, na malograda incursão africana de Alcácer Quibir.[24]
- Frei Agostinho da Cruz  (Ponte da Barca, 3 de maio de 1540 – Setúbal, 14 de março de 1619), foi um frade e poeta português.[25]
- João Pimenta de Abreu (Ponte da Barca, ? – Ponta Delgada, 28 de dezembro de 1632) foi o 12.º bispo de Angra
- Rosa do Canto (Ponte da Barca, 1953) é uma atriz portuguesa